# Bematistes peregrina
Bematistes peregrina är en fjärilsart som beskrevs av Le Doux 1937. Bematistes peregrina ingår i släktet Bematistes och familjen praktfjärilar. Inga underarter finns listade i Catalogue of Life.